# Spelaeochthonius kishidai
Espèce
Synonymes
- Allochthonius undecimclavatus kishidai Morikawa, 1960

Spelaeochthonius kishidai est une espèce de pseudoscorpions de la famille des Pseudotyrannochthoniidae.

## Distribution
Cette espèce est endémique du Japon. Elle se rencontre dans la préfecture de Tokyo dans la grotte Kurasawa-do et dans la préfecture de Gifu dans la grotte Hotoke-ana.

## Description
L'holotype mesure 1,68 mm et le paratype 1,84 mm.

## Systématique et taxinomie
Cette espèce a été décrite sous le protonyme Allochthonius undecimclavatus kishidai par Morikawa en 1960. Elle suit son espèce dans le genre Pseudotyrannochthonius en 1967. Elle est élevée au rang d'espèce dans le genre Spelaeochthonius par You, Yoo, Harvey et Harms en 2022.

## Étymologie
Cette espèce est nommée en l'honneur de Kyūkichi Kishida.

## Publication originale
- Morikawa, 1960 : « Systematic studies of Japanese pseudoscorpions. » Memoirs of Ehime University, Sect. II, sér. B, vol. 4, p. 85-172.